# Eribau
Eribau (zm. 1040) – hiszpański duchowny, biskup Seo de Urgel.
Syn Ramona, wicehrabiego Osona-Cardona. W 1036 został biskupem Urgell. Zmarł w Pomposa we Włoszech w trakcie pielgrzymki do Ziemi Świętej